# Xã Franklin, Quận Morrow, Ohio
Xã Franklin (tiếng Anh: Franklin Township) là một xã thuộc quận Morrow, tiểu bang Ohio, Hoa Kỳ. Năm 2010, dân số của xã này là 1.617 người.